# Фриносома
Фриносома чи вринозома (Phrynosoma) — рід ящірок з родини Фрінозомових. Має 14 видів. Інші назви «жабоподібна ящірка» та «рогата ящірка».

## Опис
Загальна довжина сягає 13 см. На голові є довгі вирости на кшталт рогів. У різних видів цього роду розміри «рогів» різні. Тулуб плаский, дископодібний. Його вкрито різнорідною лускою. Окрема луска або її групи у вигляді горбків або коротких шипиків розташовано на спині та хвості. Хвіст дуже короткий. Вздовж краю між спиною та черевом є бахрома з коротких трикутних зубців.
Колір шкіри здебільшого однорідний — білий, чорний, зеленуватий. Зустрічаються з яскравими смугами на голові, шиї або спині.

## Спосіб життя
Полюбляє сухі напівпустелі, кам'янисту та гірську місцину, ліси, зустрічаються на висоті до 3500 м. При небезпеці швидко закопуються у пісок, свистить, загрозливо виставляють спину. Також наділені здатністю вибризкувати кров з носа та очей. Харчуються комахами, павуками, мурахами.
Це яйцекладні ящірки. Самиці відкладають у квітні—червні 6—37 яєць. Водночас є види яйцеживородні.

## Розповсюдження
Це ендемік Північної Америки.

## Види
- Phrynosoma asio
- Phrynosoma braconnieri
- Phrynosoma cerroense
- Phrynosoma cornutum
- Phrynosoma coronatum
- Phrynosoma ditmarsi
- Phrynosoma douglasii
- Phrynosoma hernandesi
- Phrynosoma mcallii
- Phrynosoma modestum
- Phrynosoma orbiculare
- Phrynosoma platyrhinos
- Phrynosoma solare
- Phrynosoma taurus
- Phrynosoma wigginsi